# Elizabeth Fraser
Davidson Elizabeth Fraser (Grangemouth, 29 de agosto de 1963) é uma cantora escocesa, mais conhecida por seu trabalho como vocalista do grupo Cocteau Twins. Seu estilo vocal melódico, angelical e abstrato, e suas letras indecifráveis têm gerado fascínio e discussão ao longo dos anos.

## Carreira
Quando os Cocteau Twins lançaram o  seu primeiro LP, "Garlands", em 1982, o seu estilo e habilidade vocal surpreendeu a imprensa do Reino Unido, o lendário DJ da BBC, John Peel, teve a banda ao vivo no seu programa de rádio antes mesmo de "Garlands" ser distribuído nas lojas britânicas.
Fraser juntou-se aos Cocteau Twins no início dos anos 80 (o guitarrista da banda, Robin Guthrie, foi seu namorado). Embora o grupo nunca tenha vendido milhões de discos, a sua audiência foi sendo ampliada a cada álbum lançado; Além disso, Fraser influenciou bandas como Throwing Muses, The Sundays, Belly, The Cranberries e Sugar Hiccup, este último tem o nome de uma faixa do Cocteau Twins.
As canções dos Cocteau Twins compostas por Fraser são freqüentemente caracterizadas como ininteligíveis; a faixa-título do álbum de 1990, "Heaven or Las Vegas", surpreendeu os fãs com as suas palavras relativamente indecifráveis e foi tocada constantemente em rádios de rock moderno. Os Cocteau Twins  separaram-se no final dos anos 90.
Além de seu trabalho com os Cocteau Twins, Fraser colaborou como vocalista nos álbuns de diversos artistas. Em 1986, Fraser cantou em "The Moon and the Melodies", álbum gravado pelos membros dos Cocteau Twins e o tecladista e compositor Harold Budd.
Em 1990, participou do EP solo "Candleland" de Ian McCulloch do Echo and The Bunnymen.
Fraser em 1998 participou no álbum do Massive Attack, Mezzanine, nas faixas Teardrop e Group Four, e em diversos concertos desta banda.
No cinema, mais recentemente, participou da banda sonora do filme O Senhor dos Anéis, cantando em diversas faixas.
Em 2009, Fraser lançou o single Moses. O CD traz dois remixes da música Moses, um do músico experimental Thighpaulsandra (Timothy Lewis), e outra de Spaceland.
Em agosto de 2012, Fraser se apresentou no Royal Festival Hall por duas noites como parte do Meltdown Festival no Southbank Centre, em Londres, com curadoria da cantora Anohni. Antes dos shows, ela confirmou que pretendia tocar músicas novas e realizar reinterpretações de algumas músicas do Cocteau Twins. Também se referiu ao esforço físico envolvido em seu modo de cantar muitas das canções do Cocteau Twins, das quais ela disse que era "como um teste de resistência. Não pretendo fazer isso de novo. Eu tenho usado minha voz mais suavemente". Antes de sua aparição no Meltdown, ela fez um show de aquecimento no Bath Pavilion em 4 de agosto.
Fraser fez uma rara aparição no Royal Albert Hall em 23 de julho de 2017, em conversa com John Grant. Eles discutiram o álbum dos Cocteau Twins lançado em 1988, Blue Bell Knoll, e todos os lucros do evento foram para a Instituição Stonewall. Ela comentou sobre sua insegurança em gravar e atuar: "Estar em estúdio, é um horror, mas faz parte da jornada ... Acho que não estava confiante, especialmente quando parei de cantar. É quando a voz (em sua cabeça) entra em ação, realmente incomodando você, dizendo que você é uma pessoa horrível e "o que você acha que está fazendo?". Mas então você canta e cala a voz, e a outra voz é mais alta".
Em junho de 2022, Fraser e seu parceiro/companheiro Damon Reece anunciam o projeto Sun's Signature. Eles lançam o EP Sun's Signature pelo selo Partisan Records. A dupla também trabalhou na trilha sonora da minissérie de TV The Nightmare World of H.G. Wells. O EP do Sun's Signature marca o primeiro lançamento de Fraser em treze anos, de acordo com a revista Rolling Stone.